# Callipodella dorsovittata
Callipodella dorsovittata är en mångfotingart som först beskrevs av Karl Wilhelm Verhoeff 1900.  Callipodella dorsovittata ingår i släktet Callipodella och familjen Schizopetalidae. Inga underarter finns listade i Catalogue of Life.